# HD 120084
Désignations
HD 120084 est une étoile de la constellation de la Petite Ourse. Il s'agit d'une géante jaune de type spectral G7III. Elle est distante de ∼ 337 a.l. (∼ 103 pc) de la Terre. Sa masse est d'environ 2,4 masses solaires, pour un rayon estimé à un peu plus de neuf fois celui du Soleil. Sa magnitude apparente de 5,9 la rend tout juste visible à l'œil nu, dans d'excellentes conditions.
Autour de HD 120084 se trouve une planète, HD 120084 b, découverte en 2013 par la méthode des vitesses radiales. Cette planète, vraisemblablement une géante gazeuse, a une masse estimée à 4,5 MJ. Le demi-grand axe de son orbite est de 4,3 UA, cette dernière étant par ailleurs fortement excentrique avec une valeur mesurée à 0,66.